# 합천종합야영수련원
합천종합야영수련원(陜川綜合野營修鍊院)은 지방교육자치에 관한 법률 제32조에 따라 경상남도 내 고등학교 이하 각급 학교 학생에게 야영·수련 활동을 통한 심신 단련과 진취적 기상을 함양하게 하여 건전한 청소년을 육성하고 전인교육을 강화하기 위하여 경상남도교육청 산하에 설치된 소속기관이다.